# Platyptilia gonodactyla
Espèce
Platyptilia gonodactyla, le Ptérophore du tussilage, est une espèce d'insectes de l'ordre des lépidoptères (papillons), de la famille des Pterophoridae.
Envergure du papillon comprise entre 20 et 30 mm. Ses couleurs et ses dessins varient.
La chenille se nourrit sur le tussilage (Tussilago farfara), les pétasites (Petasites).